# Квемо-Акети
Квемо-Акети (груз. ქვემო აკეთი) — село в Грузии, на территории Ланчхутского муниципалитета края (мхаре) Гурия.

## География
Село находится в западной части Грузии, на южном склоне Гурийского хребта, на правом берегу реки Супсы, на расстоянии приблизительно 5 километров (по прямой) к юго-востоку от города Ланчхути, административного центра муниципалитета. Абсолютная высота — 102 метра над уровнем моря.

## Население
По результатам официальной переписи населения 2014 года, в Квемо-Акети проживало 587 человек (279 мужчин и 308 женщин). В национальной структуре населения грузины составляли 99,8 %, армяне — 0,2 %.
| Год  | Население, человек |
| ---- | ------------------ |
| 2002 | 843                |
| 2014 | ↘ 587              |